# Жардини, Андре
Андре Соарис Жардини (порт.-браз. André Soares Jardine; род. 8 сентября 1979, Порту-Алегри) — бразильский футбольный тренер.

## Биография
В качестве игрока выступал за юниорскую команду «Гремио». Не перейдя во взрослый футбол, Жардини пошёл учиться. Он получил диплом бакалавра физического воспитания в Федеральном университете штата Риу-Гранди-ду-Сул.
Тренерскую карьеру начал в 2003 году. Долгое время работал с детскими и юниорскими командами «Интернасьонала» и «Гремио». В 2014 году Жардини впервые попробовал свои силы со взрослыми футболистами, временно возглавив «Гремио» после ухода его наставника Эндерсона Морейры. Позднее специалист перешёл в систему «Сан-Паулу». Дважды (в 2016 и 2018 гг.) Жардини временно замещал главного тренера в основе клуба, а затем самостоятельно руководил им.
В апреле 2019 года Андре Жардини был назначен на пост главного тренера молодёжной сборной Бразилии. Вскоре после ухода во французский «Олимпик Лион» наставника олимпийской сборной страны Силвиньо он параллельно стал работать и с ней. Под руководством Жардини бразильцы в 2021 году стали Олимпийскими чемпионами игр в Токио.

## Достижения
Бразилия (олимп.)
- Олимпийский чемпион (1): 2020
- Турнир в Тулоне (1): 2019

Америка (Мехико)
- Апертура лиги MX (1): 2023